# Teixit de punt pla

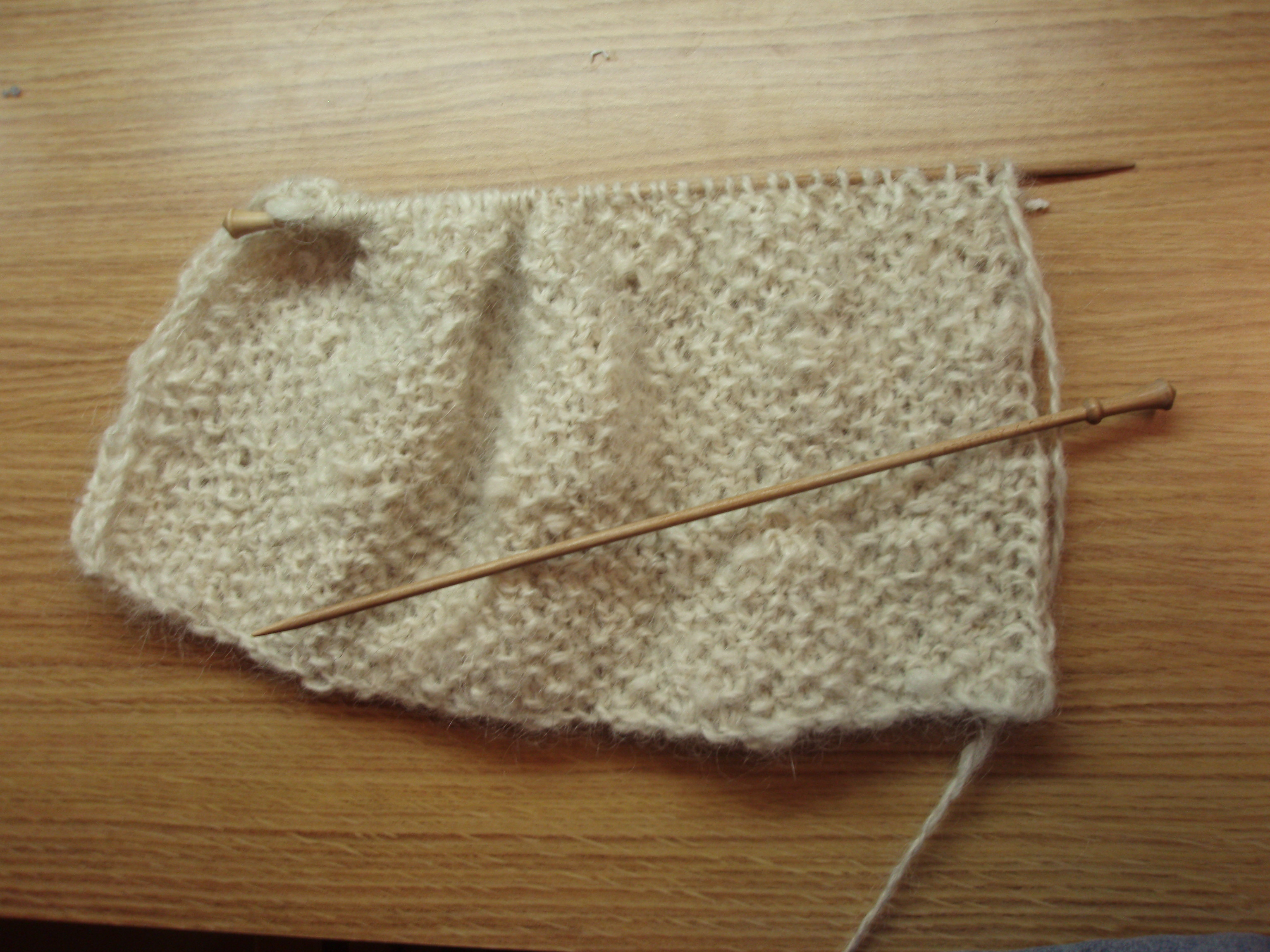
Una bufanda teixida amb teixit pla sobre agulles d'una sola punta

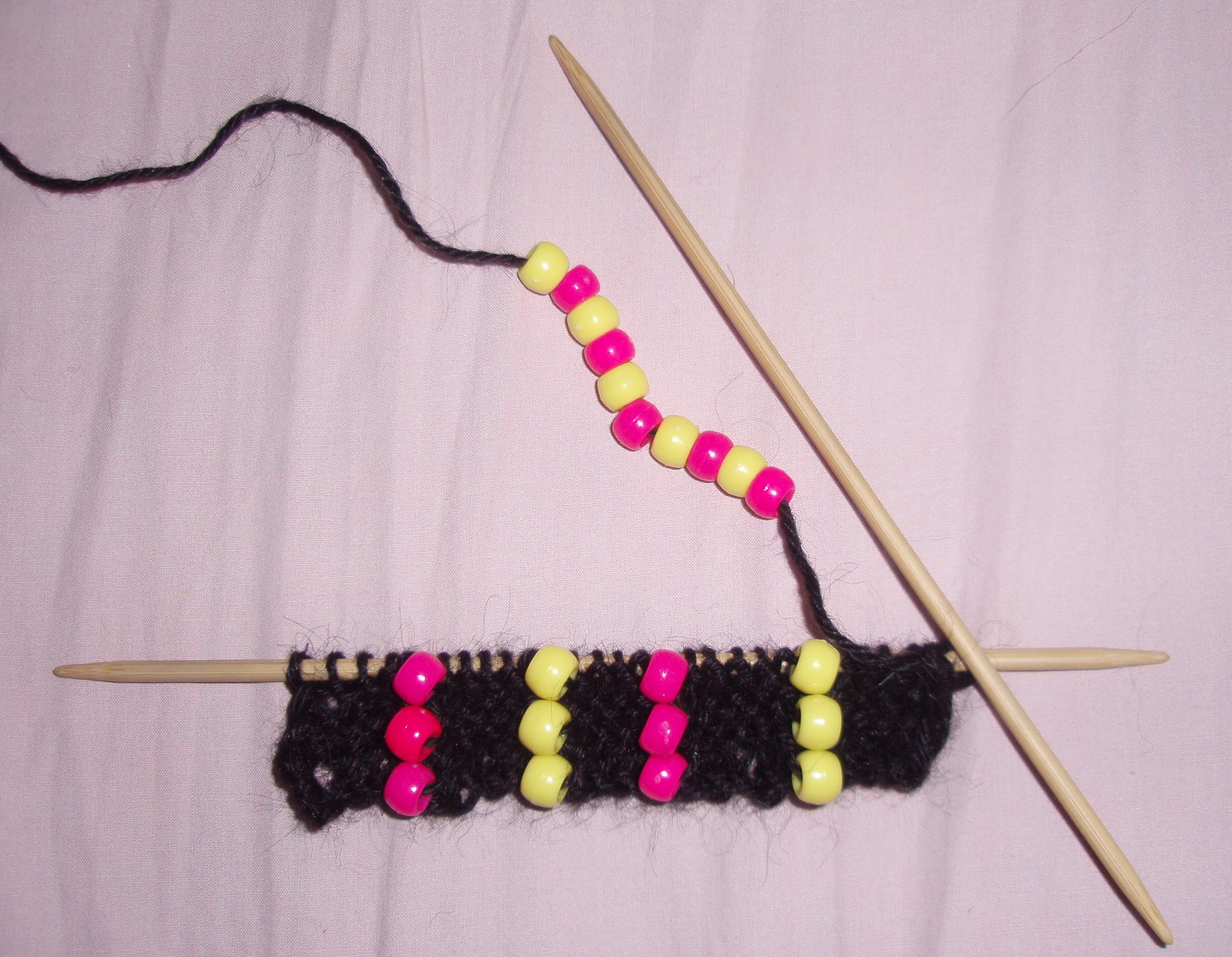
Teixit pla sobre agulles de doble punta

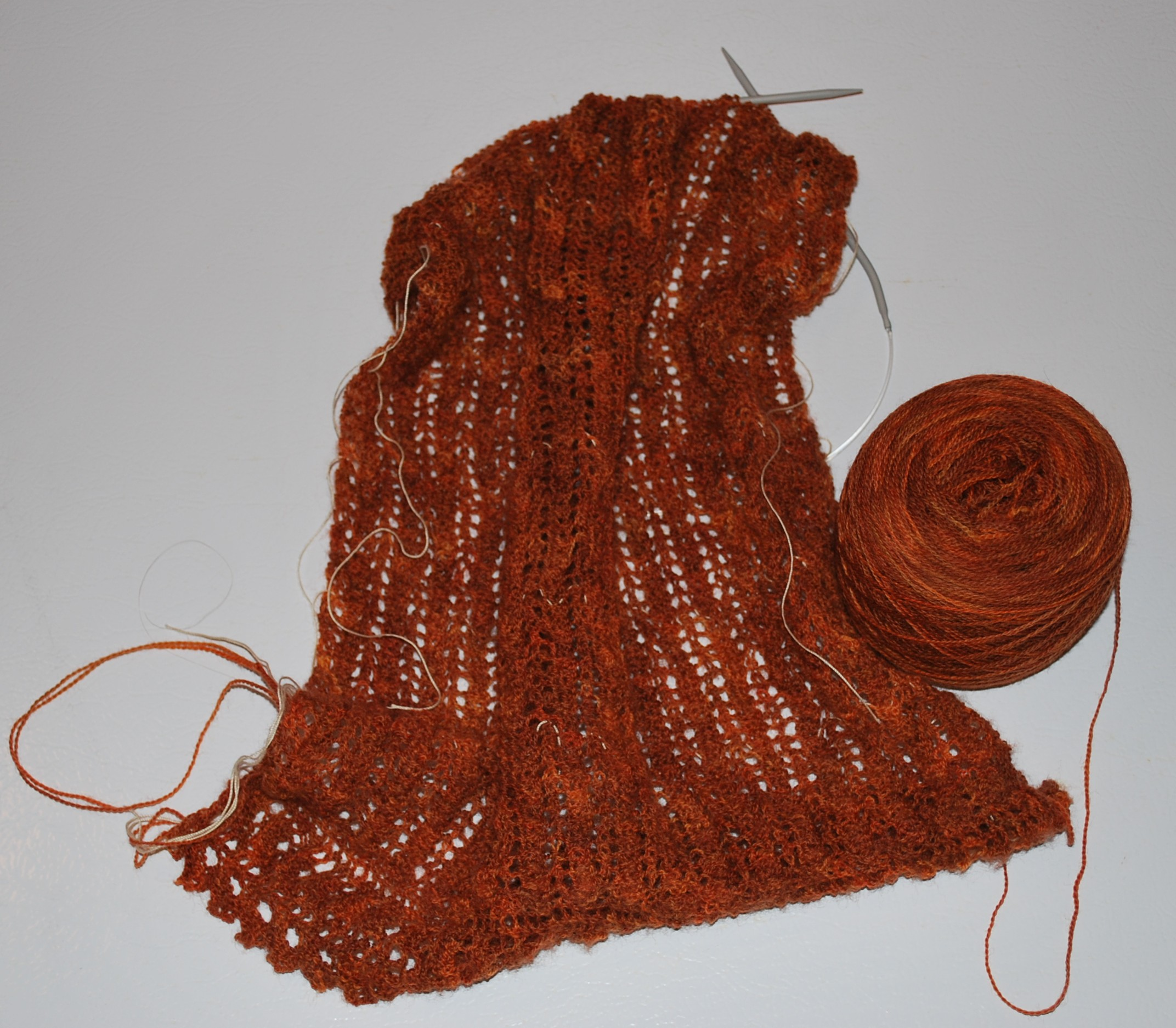
Teixit pla sobre una agulla circular

El teixit de punt pla és un mètode per produir teixits de punt en què el treball es gira periòdicament, és a dir, el teixit es treballa amb els costats alterns cap al teixidor.

## Mètode alternatiu
Un altre mètode per aconseguir el mateix resultat és teixir alternativament de dreta a esquerra i d’esquerra a dreta sense girar; aquesta tècnica d’anada i tornada requereix habilitats motores ambidiestres innates o apreses. Els dos costats (o "cares") del teixit se solen designar com el costat dret (el costat que mira cap a l'exterior, cap a l'espectador i allunyat del cos del portador) i el costat equivocat (el costat que mira cap a l'interior, lluny del visor i cap al cos del portador).
El teixit de punt pla generalment es contrasta amb el teixit de punt circular, en què el teixit sempre es teixeix pel mateix costat. El teixit pla pot complicar una mica l'acció de teixir en comparació amb el teixit circular, ja que la mateixa puntada (tal com es veu des del costat dret) es produeix mitjançant dos moviments diferents quan es teixeix des l'altre costat. Per tant, es pot produir un punt de punt (tal com es veu des del costat dret) mitjançant un punt de punt al costat dret o mitjançant un punt de punt al costat contrari. Això pot provocar que l'indicador del teixit variï en files alternatives de teixits bàsics ; tanmateix, aquest efecte no sol ser perceptible i es pot eliminar amb la pràctica (de la manera habitual) o utilitzant agulles de dues mides diferents (una forma inusual i menys efectiva).
En el teixit pla, la tela sol girar-se després de cada filada. No obstant això, en algunes versions de punt doble amb dos fils i agulles de punt doble, el teixit es pot girar després de cada segona filada.
El teixit pla es pot treballar a mà tal com s’ha descrit anteriorment o es pot fer tant en una màquina de teixir amb llit individual, com també en una màquina de teixir amb llit doble utilitzant només un llit.
A les aplicacions de teixit industrial, els termes "pla" i "circular" tenen significats molt diferents als que s'han explicat més amunt. Una màquina de teixir "Flat" o Vee Bed consisteix en 2 llits d'agulles plans disposats en una formació "V" de cap per avall. Aquests llits d'agulles poden arribar a tenir fins a 2.5 metres (8 ft 2 in) d'amplada. Un carro, també conegut com a Cambox o Head, es mou cap enrere i cap endavant a través d'aquests llits d’agulles, treballant les agulles de manera selectiva, teixint, enganxant o transferint punts d'unió. Una màquina de teixir plana és molt flexible i permet dissenys de punt complexos, teixits en forma i ajust de l’amplada molt precisos. No obstant això, és relativament lent si es compara amb una màquina circular. Una velocitat de teixit fins a 0.5 metres per segon (1.6 ft/s) o més lenta es considera la velocitat baixa en el teixit pla que generalment es troba en màquines planes manuals. Els dos majors fabricants de màquines de teixir industrials són Stoll, d'Alemanya, i Shima Seiki, del Japó. Les màquines industrials de punt pla manual es consideren llançades per les patents Isaac Lamb.

## Tipus de màquines
- Tricotosa rectilínia
- Tricotosa circular